# 谢振骝
谢振骝（1932年4月—），浙江镇海人，中华人民共和国政治人物、外交官。
1950年在青年团中央团校短训班受训后，任青年团东北区工作委员会宣传部干事。1954年至1959年，先后在中国人民大学外交系和外交学院学习。毕业后，在外交学院业务教研室任教员、讲师。1969年至1972年，在外交部湖南干校劳动。1972年后，任中国驻比利时大使馆驻欧共体使团三等秘书、二等秘书，外交部西欧司综合处副处长、处长。1983年，任中国驻比利时大使馆政务參赞、驻欧共体使团政务参赞。1987年，接替梁枫担任中华人民共和国驻塞内加尔大使，同时兼任驻冈比亚大使。1989年，兼任驻佛得角大使。1991年，由仓友衡接任。